# Америго Веспучи
Америго Веспучи (итал. Amerigo Vespucci; Фиренца, 9. март 1454 — Севиља, 22. фебруар 1512) италијански је морепловац. Рођен је у Фиренци, Италија. Послат је 1492. године у Севиљу, где је помогао да се опреме бродови за експедиције Кристифора Колумба. Учествовао је у два путовања у „Нови свет“, био је и вођа Шпанске поморске експедиције (1499–1500) у склопу које је вероватно откривено ушће Амазона. Предводио је и португалску експедицију (1501–1502) која је открила Рио де Жанеиро и Рио де ла Плата. У приказима својих открића први пут употребљава израз Америка и Нови свет.
Пловећи под шпанском заставом, стигао је до обале Бразила и Хондураса. За разлику од Колумба, био је уверен да је открио „Нови свет“ који се налази између Европе и Азије, те су картографи нови континент назвали по њему – Америка.

## Биографија
Веспучи је рођен 9. марта 1451. у Фиренци, богатом италијанском граду-држави и центру ренесансне уметности и учења.

### Породица и образовање
Америго Веспучи је био трећи син Настагија Веспучија, фирентинског нотара Цехa мењача новца и Лиза ди Ђовани Мини. Породица је живела у округу Санта Луциа д'Огнисанти заједно са другим породицама из клана Веспучи. Раније генерације Веспучија су финансирале породичну капелу у цркви Огнисанти, а оближњу болницу Сан Ђовани ди Дио основао је Симон ди Пјеро Веспучи 1380. Веспучијева ужа породица није била нарочито просперитетна, али су били политички добро повезани. Америгов деда, такође по имену Америго Веспучи, служио је укупно 36 година као канцелар фирентинске владе, познате као Сигнорија; а Настагио је такође служио у Сигнорији и другим еснафским канцеларијама. Још важније, Веспучи су имали добре односе са Лоренцом де Медичијем, моћним де факто владаром Фиренце.
Америгова два старија брата, Антонио и Ђироламо, послати су на Универзитет у Пизи ради школовања; Антонио је следио свог оца да би постао нотар, док је Ђироламо ушао у Цркву и придружио се Витезовима Хоспиталцима на Родосу. Пут Америгове каријере изгледао је мање известан; уместо да прати своју браћу на универзитету, остао је у Фиренци и подучавао га је његов ујак, Ђорђо Антонио Веспучи, доминикански фратар у манастиру Сан Марко. На Америгову срећу, његов ујак је био један од најславнијих хуманистичких научника у Фиренци у то време и пружио му је широко образовање из књижевности, филозофије, реторике и латинског језика. Такође се упознао са географијом и астрономијом, предметима који су играли суштинску улогу у његовој каријери. Америгови каснији списи су показали познавање дела класичних грчких космографа, Птоломеја и Страбона, и новијег дела фирентинског астронома Паола дал Поца Тосканелија.

### Рана каријера
Године 1478, Гвидо Антонио Веспучи је предводио фирентинску дипломатску мисију у Паризу и позвао свог млађег рођака Америга Веспучија да му се придружи. Америгова улога није јасна, али је вероватно била као аташе или приватни секретар. Успут су имали послове у Болоњи, Милану и Лиону. Њихов циљ у Паризу је био да добију француску подршку за рат Фиренце са Напуљем. Луј XI није био наклоњен и дипломатска мисија се вратила у Фиренцу 1481. са мало остварених циљева упркос својих настојање.
По повратку из Париза, Америго је једно време радио са оцем и наставио студије науке. Године 1482, када му је отац умро, Америго је отишао да ради за Лоренца ди Пјерфранческа де Медичија, шефа млађег огранка породице Медичи. Иако је Америго био дванаест година старији, били су школски другови под туторством Ђорђа Антонија Веспучија. Америго је прво служио као управник домаћинства, а затим је постепено преузимао све веће одговорности, бавећи се разним пословима за породицу у земљи и иностранству. У међувремену, наставио је да показује интересовање за географију, у једном тренутку је купио скупу карту коју је направио мајстор картограф Габријел де Валсека.

### Севиља
Године 1488, Лоренцо ди Пјерфранческо је постао незадовољан својим пословним агентом у Севиљи, Томасом Капонијем. Он је послао Веспучија да истражи ситуацију и да процену предложене замене, фирентинског трговца Ђанота Берардија. Веспучијеви налази су изгубљени, али се Капони вратио у Фиренцу отприлике у то време и Берарди је преузео Медичијев посао у Севиљи. Осим што је водио Медичијеву трговину у Севиљи, Берарди је имао сопствени бизнис у афричком ропству и бродском снабдевању.
До 1492. Веспучи се трајно настанио у Севиљи. Његови мотиви за одлазак из Фиренце су нејасни; наставио је да обавља неке послове у име својих покровитеља Медичија, али се све више укључивао у друге Берардијеве активности, пре свега у његову подршку путовањима Кристофора Колумба. Барарди је уложио пола милиона мараведија у Колумбово прво путовање и добио је потенцијално уносан уговор да обезбеди Колумбову велику другу флоту. Међутим, профит се показао недостижним. Године 1495. Берарди је потписао уговор са круном о слању 12 бродова за снабдевање у Хиспаниолу, али је потом неочекивано умро у децембру не испунивши услове уговора.
Веспучи је био извршилац Берардијевог тестамента, наплаћивао је дугове и плаћао неизмирене обавезе за фирму. После је остао дужан 140.000 мараведија. Наставио је да снабдева бродове за Западну Индију, али његове могућности су се смањивале; Колумбове експедиције нису доносиле профит за који се надао, и његов покровитељ, Лоренцо ди Пјерфранческо Медичи, користио је друге фирентинске агенте за свој посао у Севиљи.
Нешто након што се настанио у Севиљи, Веспучи се оженио Шпанкињом Маријом Серезо. О њој се врло мало зна; Веспучијев тестамент је помиње као ћерку прослављеног војсковође Гонзала Фернандеза де Кордобе. Историчар Фернандез-Арместо спекулише да је она можда била Гонзалово ванбрачно потомство и веза која би Веспучију била веома корисна. Била је активни учесник у његовом послу и имала је пуномоћје за Веспучија када је био одсутан.